# South Haven, Minnesota
South Haven är en ort i Wright County i Minnesota. Vid 2010 års folkräkning hade South Haven 187 invånare.